# Park Ji-yoon
Park Ji-yoon (박지윤?; Seul, 3 gennaio 1982) è una cantante e attrice sudcoreana.

## Discografia

### Album in studio
- 1997 – Skyblue Dream
- 1998 – Blue Angel
- 1999 – The Age Ain't Nothing But a Number
- 2000 – Coming-of-Age Ceremony
- 2002 – Man
- 2003 – Woo~ Twenty One
- 2009 – Flower, Again for the First Time
- 2012 – Tree of Life

### Raccolte
- 2000 – + Best (Forever Park Ji-yoon)

## Filmografia

### Televisione
- Ghost (1999)
- 2004 Human Market (2004)
- Bicheonmoo (2006-2008)
- Lie to Me (2011)
- Goodbye Dear Wife (2012)
- Family (2012)
- Pretty Man (2013)